# Heiankjó
Heiankjó (japánul 平安京) (magyar fordításban a „nyugalom és békesség fővárosa”) a mai Kiotó városának régi neve, 794 és 1868 között a császár székhelye és Japán fővárosa volt.
A várost Kanmu császár alapította 794-ben. A császári udvar a közeli Nagaokakjóból költözött Heiankjóba Vake no Kijomaro tanácsadó ajánlására. A települést a kínai Csangan (a mai Hszian), a Tang-dinasztia fővárosa alapján mintázták. 1185-ig az ország politikai központja volt, amikor a Minamoto család megalapította a Kamakura-sógunátust. A japán történelem 794 és 1185 közötti szakasza a Heian-kor nevet viseli.